# Dragutin Ilić
Dragutin Ilić, cyr. Драгутин Илић (ur. 14 lutego 1858 w Belgradzie, zm. 1 marca 1926 tamże) – serbski pisarz, dziennikarz, prawnik i polityk.

## Życiorys
Był synem poety Jovana Ilicia. Dom rodzinny w Belgradzie był miejscem spotkań środowiska literackiego. Trzej bracia Dragutina pisali utwory poetyckie i zajmowali się tłumaczeniami literatury. Dragutin studiował prawo w Wielkiej Szkole w Belgradzie. W czasie studiów, w 1881 założył z grupą przyjaciół czasopismo Pobratimmstvo. W gronie redaktorów pisma obok Ilicia znalazł się także Branislav Nusić. Grupa związana z pismem uznawała dramat za najdoskonalszą formę twórczości poetyckiej. Dramat Vukašin napisany przez Ilicia okazał się na tyle udany, że wystawiano go w teatrach w Belgradzie, a autor otrzymał za niego nagrodę Maticy Srpskiej. W latach 1881–1889 opublikował kolejne pięć sztuk teatralnych, w tym jeden z pierwszych w literaturze serbskiej dramat filozoficzny Posle milion godina.
W 1881 podjął pracę jako urzędnik sądu we Vranju, ale po roku zrezygnował z pracy w odległym mieście i powrócił do Belgradu. Pobyt we Vranju sprzyjał fascynacji folklorem, a w twórczości Ilicia pojawiały się pieśni, zawierające słowa pochodzące z dialektów południowej Serbii. W latach 1882–1888 pracował jako pisarz sądowy w Belgradzie. Po buncie chłopów w 1883 Ilić zaczął coraz częściej wyrażać poglądy krytyczne wobec reżimu Milana Obrenovicia, a zwłaszcza jego polityce zbliżenia z Austro-Węgrami. Swoje poglądy polityczne wyrażał w artykułach publikowanych w Odjeku i w Beogradskim dnevniku. W tym ostatnim czasopiśmie opublikował w 1885 satyryczny artykuł wyśmiewający reżim Milana. Obawiając się aresztowania, w maju 1888 opuścił Serbię i przeniósł się do Turnu Severin w Rumunii, gdzie pracował jako kelner w karczmie. Po ogłoszeniu amnestii w Serbii w 1889 powrócił do ojczyzny, ale nie mógł znaleźć zatrudnienia na stanowisku urzędnika państwowego. Założył w Belgradzie Ligę Wielkiej Serbii, stowarzyszenie patriotyczne, które domagało się wyzwolenia ludności serbskiej zamieszkującej Macedonię, a także Bośnię i Hercegowinę.
W 1891 był aktywnym uczestnikiem protestów przeciwko decyzji rządu serbskiego o wydaleniu z kraju królowej Natalii. Tuż przed rozpoczęciem procesu sądowego organizatorów protestów, w 1892 ponownie opuścił Serbię i zamieszkał w Sremskiej Kamenicy. Powrócił do Serbii w 1895, ale od tego czasu sporo wyjeżdżał, zatrzymując się głównie w Sremskich Karłowicach. W 1898 przeniósł się do Nowego Sadu, gdzie redagował pismo Zastava, w którym zamieszczał artykuły krytyczne wobec władz Serbii. W latach 1898–1902 przebywał w Ulcinju, Herceg Novi i w Bukareszcie. Powrócił do Serbii w 1902, a rok później otrzymał stanowisko bibliotekarza Zgromadzenia Narodowego. W czasie I wojny światowej założył w Niszu organizację o nazwie Wielka Serbia, a następnie wyjechał do Rosji, gdzie propagował sprawę serbską. Po rewolucji lutowej 1917 przez Archangielsk przedostał się do Francji, skąd w 1919 powrócił do Belgradu. Zmarł w 1926 w Belgradzie.

## Twórczość
Pierwsze utwory poetyckie Dragutin Ilić pisał już w dzieciństwie. W 1876 zadebiutował na łamach czasopisma Javor, kilka lat później jego utwory ukazywały się we wszystkich serbskich pismach literackich. W latach 90. XIX w. pisał komedie (Lihvarka), a także opowiadania o tematyce historycznej, Intensywny okres w jego twórczości był związany z pracą w bibliotece parlamentu - wtedy powstały dramaty Ženik slobode i Neznani gost, a także powieść Hadži Diša. Był autorem wspomnień. Zajmował się także tłumaczeniem poezji rosyjskiej (Puszkin, Lermontow), angielskiej (Thomas Moore) i niemieckiej (Goethe, Heine).
- 1882: Vukašin (dramat)
- 1883: Jakvinta (dramat)
- 1884: Pesme (poezja)
- 1887: Pribislav i Božana
- 1887: Otmica (dramat)
- 1889: Poslednji borac (poemat epicki)
- 1889: Posle milijon godina (dramat)
- 1890: Za veru i slobodu (dramat)
- 1892: Novele
- 1895: Lihvarka
- 1896: Poslednji prorok (dramat)
- 1898: Ženidba Miloša Obilića (dramat)
- 1904: Hadži Đera (powieść)
- 1904: Ženik slobode (dramat)
- 1904: Viđenje Karađorđevo (dramat)
- 1904-1905: Uspomene iz Rumunije (wspomnienia)
- 1906: Tri deputacije (powieść)
- 1908: Hadži Diša (powieść)
- 1909: Zaječarska buna (wspomnienia)
- 1913: Osvećeno Kosovo (poezja)
- 1916: Pesma jednog života (powieść)
- 1925: Smrt kralja Vladimira (poemat epicki)